# Robert Stell Heflin
Robert Stell Heflin, född 15 april 1815 i Morgan County i Georgia, död 24 januari 1901 i Randolph County i Alabama, var en amerikansk republikansk politiker. Han var ledamot av USA:s representanthus 1869–1871. Han var farbror till James Thomas Heflin.
Heflin studerade juridik och inledde 1840 sin karriär som advokat i Georgia. Han flyttade 1844 till Alabama. År 1869 efterträdde han Benjamin White Norris som kongressledamot och efterträddes 1871 av William Anderson Handley. Heflin avled 1901 och gravsattes i Wedowee.